# Freizeitzentrum Hains
Das Freizeitzentrum Hains ist ein Sportzentrum im Stadtteil Hainsberg der Großen Kreisstadt Freital im Landkreis Sächsische Schweiz-Osterzgebirge. In dem Komplex, der von den städtischen Technischen Werken Freital betrieben wird, sind unter anderem eine Schwimmhalle, Sauna, Bowlingbahn mit Restaurant, Eisbahn (Winter), Beachvolleyball- und Tennisplätze (Sommer) sowie ein Fitnessstudio untergebracht.

## Lage
Das „Hains“ befindet sich unmittelbar an der Roten Weißeritz am Eingang zum Rabenauer Grund in der Gemarkung Coßmannsdorf, die zum Stadtteil Hainsberg gehört. Daneben befindet sich das Einkaufszentrum Weißeritz-Park; tangiert wird das Areal außerdem von der Kleinbahnstrecke der Weißeritztalbahn, die von Hainsberg durch den Rabenauer Grund in Richtung Dippoldiswalde führt und unweit des Freizeitzentrums den Haltepunkt Freital-Coßmannsdorf bedient.

## Geschichte
Das Freizeitzentrum geht zurück auf die im Jahr 1978 eröffnete Volksschwimmhalle in Hainsberg/Coßmannsdorf, die als Ersatz für das zu kleine und veraltete Stadtbad Freital in Deuben entstand. Das Hallenbad wurde in der Typenbauform C für kleinere Schwimmhallen in der DDR mit einem 25-Meter-Sportbecken mit fünf Bahnen sowie einem Lehrschwimmbecken errichtet. Daneben befand sich zeitweise eine kleinere Sporthalle.
Nach 1990 machten die hohen städtischen Zuschüsse aufgrund der veralteten Substanz und sinkender Besucherzahlen Investitionen zur Angebotserweiterung und Erhöhung des Einzugsgebietes erforderlich. Das Hains entstand unter diesem Namen ab März 1997. Die Schwimmhalle wurde saniert und um einen Komplex samt Saunalandschaft, Bowlingbahn, Restaurant und Fitnessstudio direkt an der Roten Weißeritz erweitert. An der Schnittstelle zwischen alter Schwimmhalle und dem Neubau entstand ein neuer Eingangsbereich. Richtung Rabenauer Grund wurde eine Multifunktionsfläche angelegt, die im Sommer für Tennis und Badminton und im Winter als Eisfläche benutzt werden konnte. Diese zunächst unter offenem Himmel angelegte Fläche wurde 1998 überdacht. Durch die Erweiterungen konnte die Besucherzahl deutlich gesteigert werden. Auf den An- oder Neubau eines Erlebnisbadbereiches, wie in anderen Städten geschehen, wurde im Hinblick auf die höheren Betriebskosten zunächst bewusst verzichtet.
Das Hochwasser 2002 führte wenige Jahre nach der Fertigstellung zu einigen Zerstörungen, sodass erneut Sanierungsmaßnahmen notwendig wurden. In den folgenden Jahren wurden die Sauna und das Fitnesscenter erweitert.

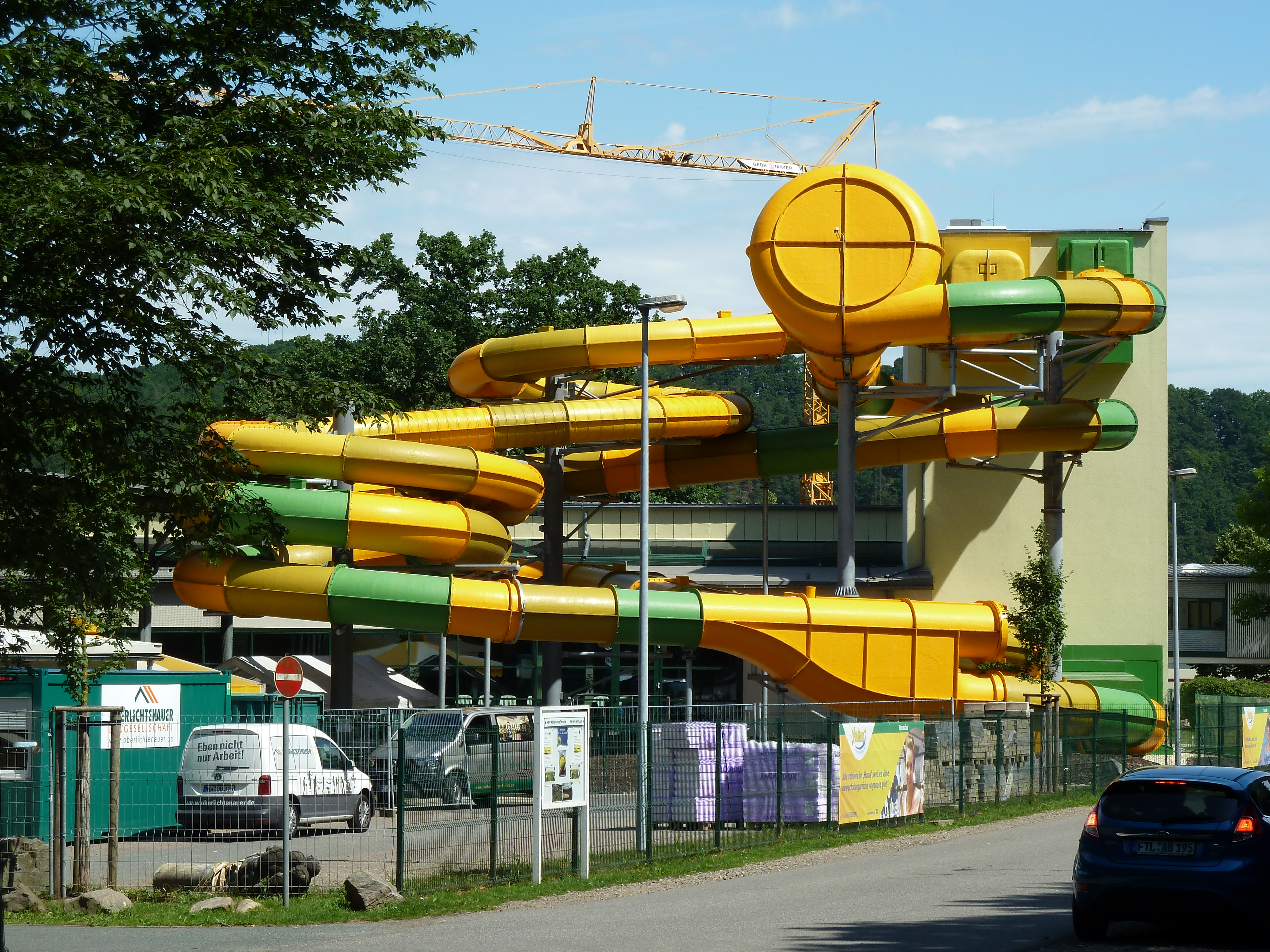
Rutschenturm und Wasserrutschen im Hains

Nachdem die Besucherzahlen nach 2010 wieder rückläufig waren und gleichzeitig die Betriebskosten kontinuierlich stiegen, wurde doch der Anbau eines Erlebnisbereiches erwogen, um eine erneute Attraktivitätssteigerung samt deren Effekte auf Besucherzahlen und Umsätze zu erreichen. Für etwa 3,5 Millionen Euro wurden in den Jahren 2014 und 2015 ein 20 Meter langes Mehrzweckbecken mit kleiner Wasserrutsche und Strömungskanal, ein Wasserspielplatz für Kleinkinder sowie zwei Rutschen (Doppelröhrenrutsche, 114 Meter und Reifenrutsche, 142 Meter) errichtet. Die Besucherzahlen in der Schwimmhalle verdoppelten sich von 78.000 im Jahr 2014 auf 160.000 im Jahr 2016, dem ersten Jahr nach der Fertigstellung. Als Konsequenz daraus wurde im Jahr 2017 der Umkleidebereich erweitert und der Eingangsbereich leistungsfähiger gestaltet.
Im Jahr 2020 wurde die Saunalandschaft umgebaut und erweitert.

## Nutzung
Das Hains wird von etwa 400.000 Besuchern jährlich genutzt.
Die Schwimmhalle wird neben dem öffentlichen Badebetrieb für den Schwimmunterricht der umliegenden Schulen genutzt. Außerdem nutzen die Schwimmabteilung des Sportclubs Freital und die Freitaler Ortsgruppe der Wasserwacht die Sportbahnen für ihr Training. Das Fitnessstudio bietet Aquafitness-Kurse an.
Die überdachte Multifunktionsfläche wird im Sommer dem Tennis, Badminton und Beachvolleyball zur Verfügung gestellt. In den Wintermonaten kann durch eine im Boden eingebaute Kühlanlage eine Eisfläche erzeugt werden, die zum öffentlichen Schlittschuhlaufen und zum Eishockeytraining genutzt wird. Die Fläche ist im Sommer außerdem regelmäßig Veranstaltungsort.

## Veranstaltungen
Im und um das Freizeitzentrum werden im Jahresverlauf wiederkehrend Veranstaltungen ausgetragen.
Das Hains ist Co-Ausrichter sowie Start- und Zielort des „Laufs in den Frühling“ durch den Rabenauer Grund mit jährlich ca. 1200 Teilnehmern. Seit 2018 wird hier außerdem einmal im Jahr der Freitaler Ableger des CrossDeLuxe-Laufs durch den Rabenauer Grund und die Region nordwestlich Rabenaus ausgetragen.
Die überdachte Multifunktionsfläche wird wiederkehrend für Konzertauftritte von Künstlern der Schlagerszene genutzt. Unter anderem traten Matthias Reim, Helene Fischer und Fantasy im Hains auf. Während Fußballwelt- und Europameisterschaften wird ein Public Viewing auf der Fläche angeboten.
Daneben finden regelmäßig kleinere Sportveranstaltungen, die vom Hains selbst oder Vereinen organisiert werden, auf dem Gelände statt.